# Felsmann János
Felsmann János (Nagymányok, 1839. február 3. – Lugos, 1891. január 15.) tanító.

## Élete
Az első zeneoktatást atyjától Felsmann Ferenctől, ki szintén tanító volt, nyerte s már tízéves korában az orgonán nagy ügyességgel és szabatossággal játszott. A tanítói pályára lépett és 1855–1856-ban a pesti tanítóképzőben tanítójelölt volt. Szegény fiú lévén, zenetanítással iparkodott szükségleteit fedezni. A nemzeti zenedében Thern Károly zenetanár vezetése alatt tanulmányozta az összhangzattant és a zongora-osztálynak is szorgalmas látogatója volt. 1886-tól tanító és a dalegylet elnöke volt.

## Munkái
Zenészeti s méhészeti cikkeket és lugosi leveleket irt a Zenészeti Lapokba, Tanodai Lapokba (1862), az Ungarische Bienebe (1873–78), a Méhészeti Lapokba (1880–85), a Deutsche Bienenfreundba (1880–85), a Bienenwirthschaftliches Centralblattba (1880–81. 1886), a bécsi Bienenvaterba (1882–83.), A Blätter für Bienenzuchtba (1885–86. 1890.) és a Méhészeti Közlönybe (1888). A dr. Beltramini Ferenc általános méhészeti Bibliographiájában a magyarországi részt ő irta (1885.)
Szerkesztette a Dalárzsebkönyvet (Pest, 1865.)